# Douglas Burden
William Douglas „Doug“ Burden (* 29. Juli 1965 in Rutland, Vermont) ist ein ehemaliger Ruderer aus den Vereinigten Staaten, der 1987 Weltmeister mit dem Achter war. 

## Karriere
Der 1,95 m große Burden ruderte in der Auswahl der Princeton University. Bei den Weltmeisterschaften 1986 gewann der Vierer mit Steuermann in der Besetzung Douglas Burden, Chris Huntington, Kurt Bausback, John Walters und Steuermann Jonathan Fish die Bronzemedaille hinter den Booten aus der DDR und aus Neuseeland. 1987 startete der US-Achter bei den Weltmeisterschaften in Nottingham in der Besetzung Michael Teti, Jon Smith, Ted Patton, Michael Still, Peter Nordell, Jeffrey McLaughlin, Douglas Burden, John Pescatore und Steuermann Seth Bauer. Der US-Achter gewann das Finale mit drei Sekunden Vorsprung auf das Boot aus der DDR, dahinter erhielten die Italiener Bronze. Das Boot aus der Bundesrepublik Deutschland belegte den sechsten Platz. Im Jahr darauf siegte bei den Olympischen Spielen 1988 in Seoul der Deutschland-Achter mit fast zwei Sekunden Vorsprung auf das Boot aus der Sowjetunion. Der US-Achter gewann mit 25 Hundertstelsekunden Rückstand auf das Boot aus der UdSSR die Bronzemedaille, wobei gegenüber dem Vorjahr nur John Rusher für Michael Still ins Boot gerückt war.
1990 belegte er bei den Weltmeisterschaften in Tasmanien den vierten Platz im Doppelzweier, 1991 erreichte er den sechsten Platz. 1992 trat Burden bei den Olympischen Spielen in Barcelona im Vierer ohne Steuermann an, der in der Besetzung Jeffrey McLaughlin, Douglas Burden, Thomas Bohrer und Patrick Manning mit anderthalb Sekunden Rückstand auf die Australier die Silbermedaille gewann. Für die Olympischen Spiele 1996 in Atlanta kehrte Burden noch einmal in den US-Achter zurück und belegte den fünften Platz.
Nach seinem Studium in Princeton erwarb Burden einen MBA an der IESE Business School. Später war er Vizepräsident der Fiduciary Trust Company in Boston. Burdens Großvater Harald Paumgarten nahm für Österreich 1928 und 1932 an den Olympischen Winterspielen teil.